# Die Toten vom Schwarzwald
Die Toten vom Schwarzwald (Arbeitstitel: Die schwarzen Wälder) ist ein  deutscher Mystery-Thriller aus dem Jahr 2010 von Thorsten Näter, nach einer Idee von Johannes W. Betz und Martin Pristl. In den Hauptrollen spielten Heino Ferch, Nadja Uhl und Anna Schudt. Bei der Erstsendung am 8. Februar 2010 im ZDF als Fernsehfilm der Woche sahen ihn 7,06 Millionen Zuschauer, was einem Marktanteil von 20,8 % entspricht.

## Handlung
Inka, eine junge Lehrerin, hat eine Mitfahrgelegenheit in den Schwarzwald. Bei einer Rast im Holltal verschwindet die Fahrerin Katharina spurlos. Da die Ortspolizei schleppend ermittelt, fährt Katharinas Ex-Mann Matthias Auerbach, selbst Kriminaltechniker, ins Holltal.
Er stößt in dem Dorf auf eisiges Schweigen, und der Bürgermeister Beierle scheint alle Fäden in der Hand zu halten. Den Söhnen der Tankstellenbesitzerin Mandy Kreuzer befiehlt er, Auerbach auch mit Gewalt deutlich zu machen, dass er nicht erwünscht ist. Doch Auerbach entdeckt bei den Zwillingsfelsen im Wald, wo Katharina verschwunden ist, das Skelett einer Frau. Obwohl die Frau schon mehrere Jahre tot ist, stimmt die DNA mit Katharinas überein.
Auerbach will nicht glauben, dass es sich um seine Ex-Frau handeln soll. Verzweifelt führt er mit Inkas Hilfe vor Ort seine Recherchen fort. Dabei stößt er auf eine Sage zu den Zwillingsfelsen und einen Pakt mit dem Teufel, den die Holltalbewohner im Dreißigjährigen Krieg geschlossen haben sollen.
Es stellt sich heraus, dass das Skelett im Wald tatsächlich Katharina ist. In ihre Rolle war zwischenzeitlich die Zwillingsschwester Roswitha Beierle geschlüpft, die Tochter des Bürgermeisters. Dieser hatte die Zwillinge direkt nach der Geburt und ohne das Wissen der betäubten Mutter getrennt, Katharina war bei der Hebamme Birgit Kraft aufgewachsen. Als sich Roswitha und Katharina später zufällig trafen, stellten sie ihren Vater zur Rede und dieser tötete Katharina. Roswitha versuchte zunächst, das Leben Katharinas weiter zu führen, wurde jedoch in der neuen Rolle nicht glücklich. Auerbach wurde von ihr bewusst ins Holltal gelockt, um den Mord an Katharina aufzuklären.

## Produktion
Gedreht wurde der Film vom 17. Juni bis 18. Juli 2008 in Todtnau, Freiburg im Breisgau, Fröhnd, Kirchzarten, Schönau im Schwarzwald und Wolfach.

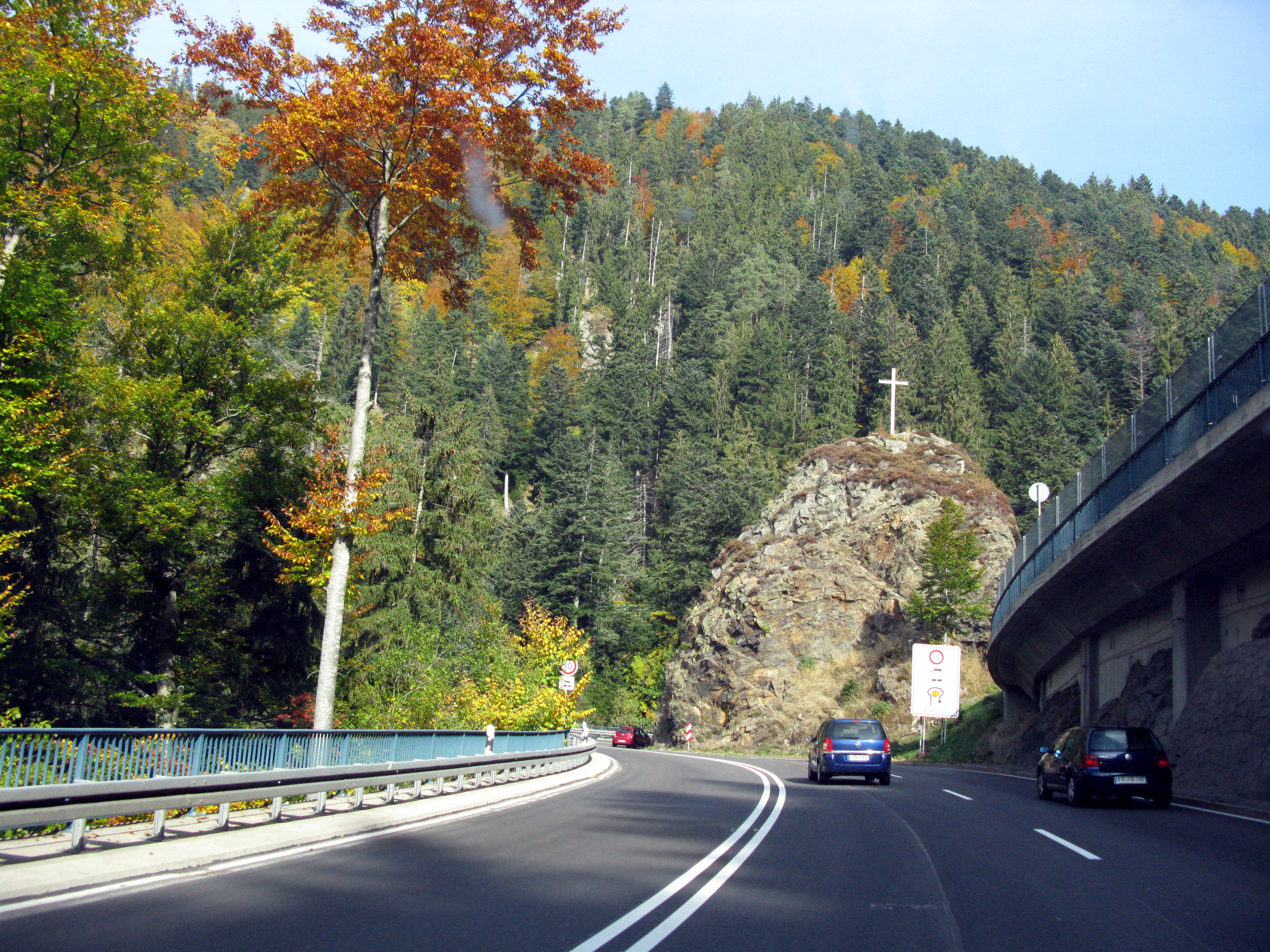
Mehrmals sind Luftaufnahmen der Kreuzfelsenkurve am Beginn des Höllentales zu sehen.
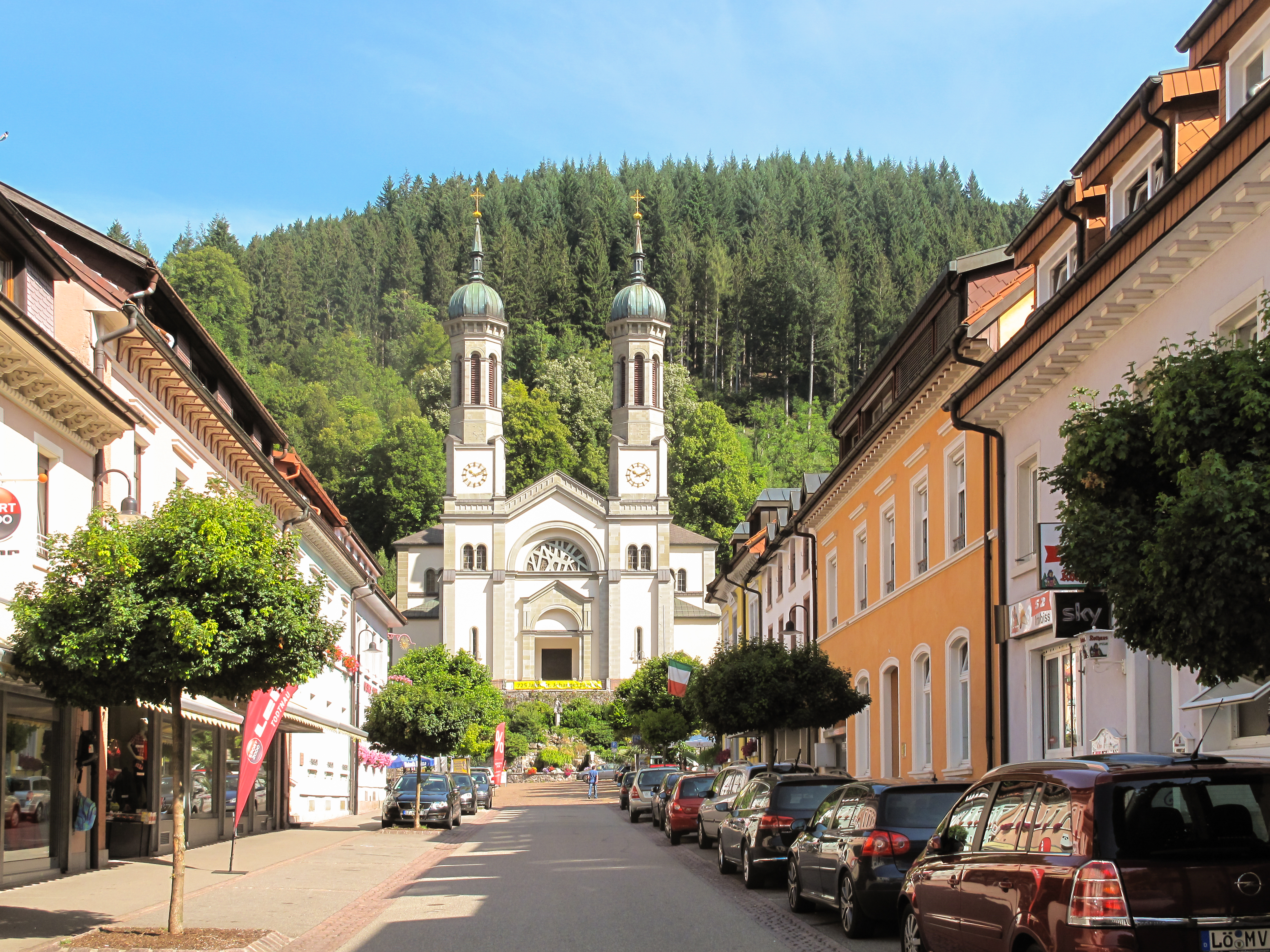
Sankt Johannes der Täufer in Todtnau
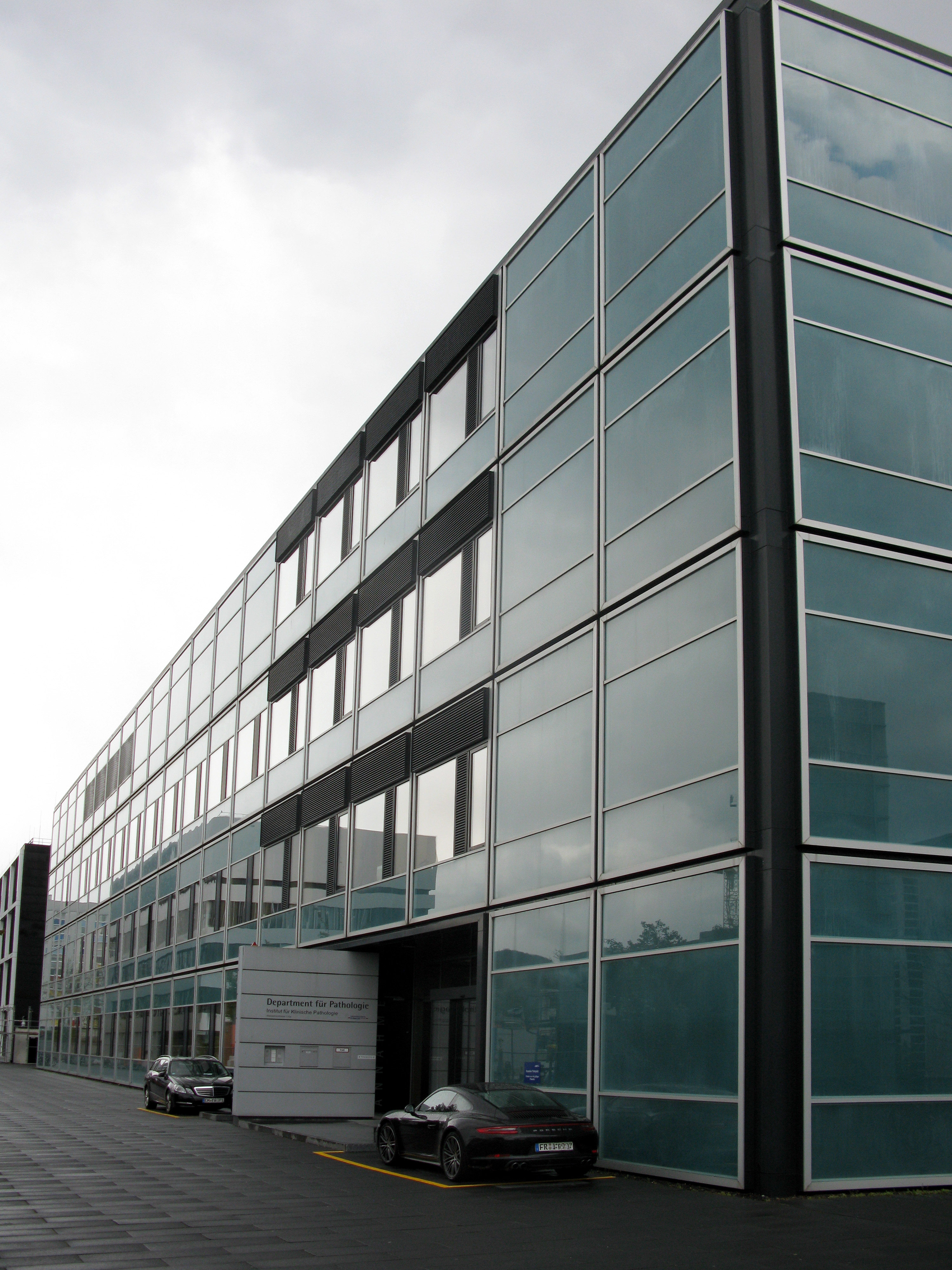
Das Department für Pathologie des Universitätsklinikums Freiburg ist im Film das LKA.
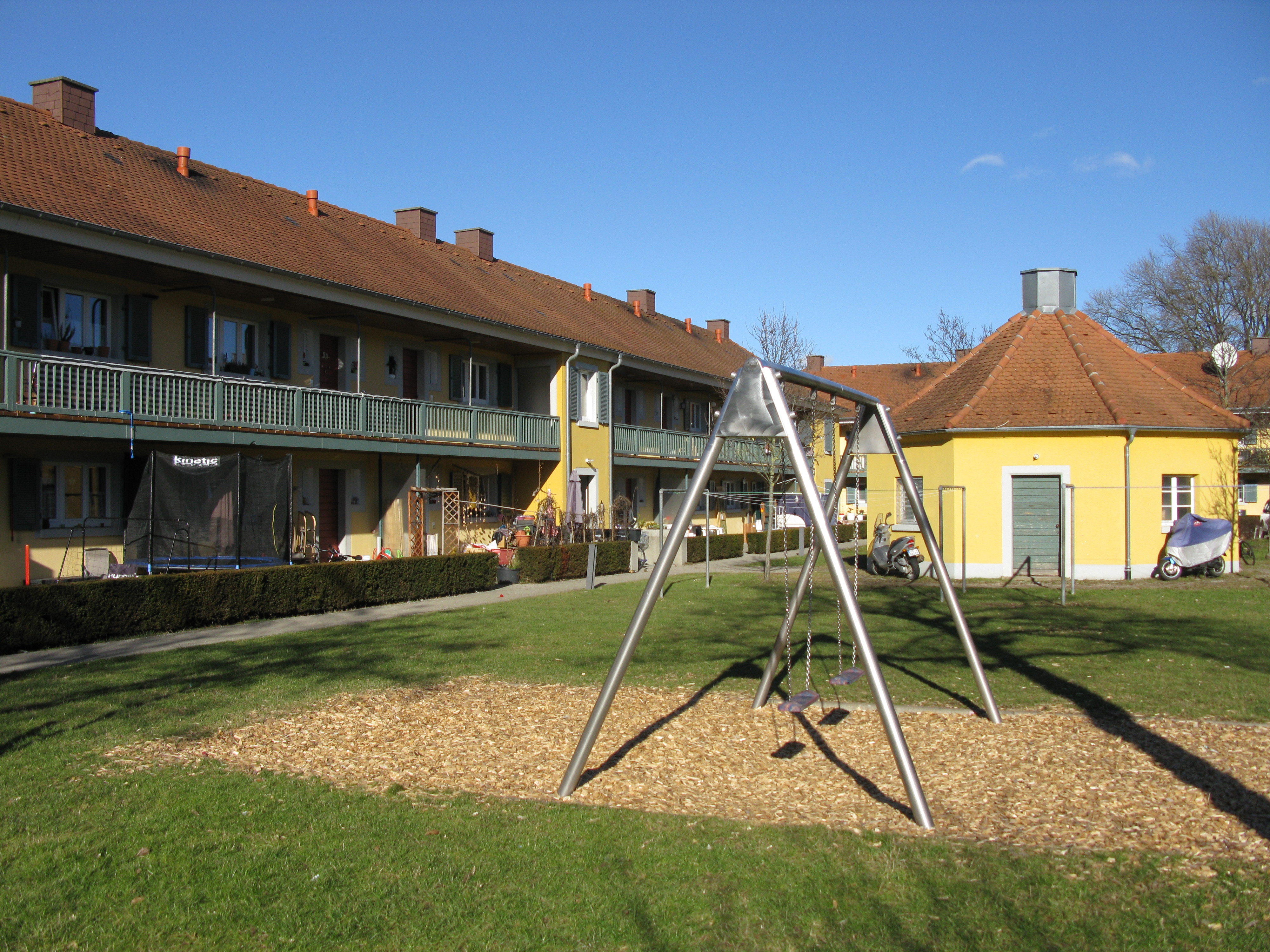
Die Laubenkolonie in Freiburg-Haslach diente als „Motel“.

## Kritik
Der Filmdienst wertete: „Solide inszenierter, gut gespielter (Fernseh-)Thriller um Mythen und Aberglauben. Dennoch hätte dem Sujet mehr inszenatorischer Biss gut getan; statt Suspense und Thrill über atmosphärisch gruselige Szenarien zu erzeugen, setzt der Film zu sehr auf die aufreizend auftönende Tonspur.“
Torben Gebhardt von Quotenmeter urteilte: „Zu Beginn des Filmes scheint es durchaus so, das [sic] dem Zuschauer ein spannungsreicher Abend bevorstehen würde. Doch mit zunehmender Sendezeit wird die arg konstruierte Geschichte immer blutleerer, wirkt einfach nur noch an den Haaren herbei gezogen – Märchen und Mythen aus dem Süden der Republik hin oder her. Schade auch, dass die Auflösung des Geheimnisses recht früh offenbart wird. So wirkt gerade die letzte halbe Stunde des Films doch mit der einen oder anderen Länge etwas überflüssig. Schwierig wird es auch, wenn der Zuschauer ohne Kenntnis der schwäbelnden Mundart ohne Untertitel teilweise recht langen Dialogen folgen muss.“
kino.de sah das ähnlich und schrieb: „Der Film […] droht vor klassischen Thriller-Ingedienzen [sic!] fast schon überzuborden: das schauerliche Idyll der verwunschenen Schwarzwaldkulisse, die Anreicherung und Verknüpfung seiner Geschichte mit einem Sagen-Mythos oder der große Fremde, der als Geheimnislüfter in einen überschaubaren Mikrokosmos eindringt. In ‚Die Toten vom Schwarzwald‘ fügen sich all diese Zutaten allerdings zu einem homogenen Ganzen.“
Josef Seitz meinte bei Focus.de: „Schwarzwald, ganz finster: Heino Ferch überzeugt in einem nicht durchwegs überzeugenden Zwillingskrimi,“ denn der „gerät allzu früh aus den Fugen des rational Nachvollziehbaren.“